# Carmageddon
Carmageddon — відеогра 1997 року в жанрі гонок на виживання. Початково видана для MS-DOS, пізніше вона була портована на інші платформи, і породила низку наступних видань. На її створення надихнув культовий фільм 1975 року «Смертельні перегони 2000». Розробником гри була фірма Stainless Games, а видавцями Interplay Entertainment і Square Enix Europe.
2011 року Stainless Games придбали назад права на Carmageddon у компанії Square Enix Europe. У червні 2012 року оголошено, що новий порт гри вийде для мобільних пристроїв на операційних системах IOS і Android. Гра вийшла 2013 року у двох версіях, як безкоштовна демо- і платна гра.

## Ігровий процес
У грі Carmageddon гравець керує автомобілем і бере участь у перегонах з низкою інших керованих комп'ютером конкурентів у різних місцевостях, включаючи місто, шахти і промислові райони. Авто володіють характеристиками: броня, потужність (прискорення) і атака. Гра містить 36 гоночних треків, які побудовані на 11 різних мапах. Заїзд триває, поки не вичерпається відведений час. Додаткові секунди можна отримати, збираючи бонуси, пошкоджуючи автомобілі конкурентів, або переїжджаючи «пішоходів» — людей, інопланетян чи корів. Гравець починає на 99-му місці, метою гри є вибитися на 1-ше впродовж багатьох заїздів.
Завершити кожен ігровий рівень можна трьома різними способами: приїхавши першим на трасі, як у звичайних гоночних іграх; знищивши всі інші гоночні машини; або переїхавши всіх пішоходів на мапі. Після успішного завершення перегонів авто ремонтується, а за успіхи в знищенні противників і «пішоходів» гравець отримує гроші, що витрачаються на ремонт автомобіля під час наступного заїзду, його відновлення після знищення і покупку кращих запчастин. Деякі авто противників можна забрати собі після виведення їх з ладу.
Гру супроводжують інструментальні версії пісень гурту Fear Factory з альбому 1995 року, Demanufacture, а пісня «Zero Signal» використовується як введення в гру. Інші пісні з альбому, які присутні в грі, це Demanufacture та Body Hammer.

## Розробка
1994 року Stainless Games починали розробляти гру, яка згодом стала Carmageddon, як симулятор banger racing під назвою «3D Destruction Derby». 1995 року вони підписали контракт з видавцем SCi. Розробники відмовилися від саме такого жанру, а видавець спочатку хотів використовувати ліцензію Шалений Макс (не вдалося зв'язатися з правовласниками), а потім Смертельні перегони 2000, оскільки тоді планувався сиквел до оригінального фільму (зрештою з'явився як книга коміксів).
Це ввело в гру елемент наїзду на пішоходів. Однак вихід сиквелу було скасовано і тоді SCi та Stainless вирішили приступити до створення гри у власному сетингу, а гра стала їхньою інтелектуальною власністю. Тоді придумали назву «Carmageddon», а дизайнерам дозволили повну свободу під час розробки контенту гри.
Carmageddon спочатку вийшов 1997 року для MS-DOS, і в підсумку був портований на Microsoft Windows (1997), Macintosh (1997), PlayStation (1999), Nintendo 64 (2000) і Game Boy Color (2000). Версії Carmageddon на консолях PlayStation і Nintendo 64 більше схожі на Carmageddon II. Порт першої гри був у розробці для Gizmondo, але так і не вийшов через неуспішне впровадження системи. У жовтні 2012 року Carmageddon вийшов для мобільних пристроїв на операційній системі iOS, а в травні 2013 року — для Android.

## Сприйняття і продажі
| Агрегатор    | Оцінка | Оцінка | Оцінка | Оцінка | Оцінка |
| Агрегатор    | GBC    | iOS    | N64    | PC     | PS     |
| ------------ | ------ | ------ | ------ | ------ | ------ |
| GameRankings | 44 %   | 72 %   | 29 %   | 90 %   | 34 %   |
| Metacritic   | Н/Д    | 74/100 | Н/Д    | Н/Д    | Н/Д    |

| Видання                            | Оцінка | Оцінка | Оцінка | Оцінка | Оцінка |
| Видання                            | GBC    | iOS    | N64    | PC     | PS     |
| ---------------------------------- | ------ | ------ | ------ | ------ | ------ |
| AllGame                            | [ 16 ] | Н/Д    | [ 17 ] | [ 18 ] | [ 19 ] |
| Edge                               | Н/Д    | Н/Д    | Н/Д    | 6/10   | Н/Д    |
| GameFan                            | Н/Д    | Н/Д    | 40 %   | Н/Д    | Н/Д    |
| GamePro                            | Н/Д    | Н/Д    | Н/Д    | [ 22 ] | Н/Д    |
| GameRevolution                     | Н/Д    | Н/Д    | Н/Д    | B+     | Н/Д    |
| GameSpot                           | 3.1/10 | Н/Д    | 2.1/10 | 8.8/10 | Н/Д    |
| IGN                                | 3/10   | Н/Д    | 1.3/10 | Н/Д    | Н/Д    |
| Nintendo Power                     | Н/Д    | Н/Д    | 5.7/10 | Н/Д    | Н/Д    |
| PlayStation Official Magazine — UK | Н/Д    | Н/Д    | Н/Д    | Н/Д    | 3/10   |
| PC Gamer (США)                     | Н/Д    | Н/Д    | Н/Д    | 78 %   | Н/Д    |

За словами засновників Stainless Games, загалом продано близько двох мільйонів копій ігор серії Carmageddon.
Офіційний журнал PlayStation у Великій Британії різко розкритикував геймплей версії гри для PlayStation, заявивши, що «ніяке пюре з пішоходів не може покрити її недоліки».

### Цензура
У багатьох країнах (включаючи Німеччину і, протягом короткого часу, Велику Британію), першу версію гри піддали цензурі. Вона містила зомбі з зеленою кров'ю, або роботів з мазутом, замість людей з червоною кров'ю, оскільки рейтингові комітети цих країн визнали більш прийнятною їзду через не людські фігури. На початок гри було додано вступ, де описується, що події відбуваються в 2028 році, сонячні спалахи перетворили більшість людей на зомбі, яких належить знищувати. У Великій Британії Рада з класифікації фільмів відмовилася сертифікувати гру, якщо всю криваву мішанину не буде прибрано.
Після десяти місяців апеляції рада сертифікувала оригінальну версію. У деяких країнах гра була під забороною повністю, зокрема в Бразилії. У Португалії та Австралії гра пройшла сертифікацію повністю, але з віковими обмеженнями +18 і MA15+ відповідно.

## Спадщина

### Розширення
Carmageddon Splat Pack — офіційний аддон, випущений у 1997 році. У аддон увійшли нові треки, автомобілі, середовища, мережеві рівні, а також підтримка 3dfx. Тут було додано нові моделі «пішоходів» — вівці, демони та свині. Carmageddon Max Pack, випущений також 1997 року, містив в одному комплекті оригінальну гру і доповнення. Як бонус він також включав у себе керівництво зі стратегії, килимок для миші, і шкіряний брелок у вигляді автомобіля з логотипом Carmageddon на ньому.

### Сиквели
Гра була досить успішною, щоб стати серією. Інші ігри основної серії:
- Carmageddon II: Carpocalypse Now (1998)
- Carmageddon TDR 2000 (2000)

SCi спочатку планували випуск Carmageddon 4 на кінець 2005 року. Не було практично ніякої інформації про гру, а потім SCi (яким на той час володів Eidos) призупинили розробку з невстановлених причин. Sci та Eidos зосередилися на інших проектах, а Square Enix Europe придбали право інтелектуальної власності на серію.
2011 року Stainless Games придбали назад права на Carmageddon у Square Enix Europe. Після цього Stainless розробили «Carmageddon 4» під назвою Carmageddon: Reincarnation. Під час збору коштів за допомогою kickstarter гра була на стадії бета, а фінальний реліз був запланований на квітень 2015 року. Однак гра вийшла з запізненням, 21 травня 2015 року.

### Цифрові перевидання
Carmageddon та її розширення Сплат Пак вийшли на GOG.com 27 вересня 2012 року для сучасних операційних систем, швидше за все, в поєднанні з закриттям Interstate 405 29-30 вересня.
Крім того, порт гри для мобільних пристроїв Apple Inc. (IPod Touch, IPhone, iPad) вийшов 17 жовтня 2012 року. Порт для пристроїв з операційною системою Android вийшов 10 травня 2013 року.

### Перезапуск
Stainless Games викупили назад права на серію і в травні 2015 року здійснили перезапуск гри під назвою Carmageddon: Reincarnation. Гра доступна для завантаження або поширюється цифровим способом, для Microsoft Windows.
У липні 2011 року місто Лос-Анджелес почало масовану медіа-кампанію під назвою «Carmageddon», щоб попередити водіїв про Interstate 405 у вихідні дні 15-17 липня. Stainless Games використали цей збіг для просування нового релізу, оголосивши на офіційному сайті протягом того часу, що «Лос-Анджелес відзначає Carmageddon» і «Так, це офіційно! Новина про те, що carmageddon повертається стала таким хітом у Каліфорнії, що влада вирішила присвятити всі вихідні нашій грі!».
Фінансування гри відбулося частково завдяки кампанії на Kickstarter і пожертвування через їхній основний сайт. Додатковими коштами забезпечив Ле Едгар (співзасновник Bullfrog Productions).
26 вересня 2013 року оголошено, що ПК-версія на Steam вийде в 1 кварталі 2014 року. З 27 березня 2014 року перший пре-Альфа-реліз був доступний як версія Раннього доступу на Steam. Перша бета-версія вийшла 14 лютого 2015 року, і 18 березня 2015 року було оголошено, що гра вийде 23 квітня 2015 року через канал Carmageddon на YouTube. Потім дату виходу перенесли на 21 травня 2015 року.